# Graphium mandarinus
Graphium mandarinus is een vlinder uit de familie van de pages (Papilionidae). De wetenschappelijke naam van de soort is voor het eerst geldig gepubliceerd in 1879 door Charles Oberthür.